# گمینا زاویز
گمینا زاویز (به لهستانی:  Gmina Zawidz) یک گمینا در لهستان است که در شهرستان شرپتس واقع شده‌است. گمینا زاویز ۱۸۶٫۰۹ کیلومتر مربع مساحت و ۶٬۹۵۶ نفر جمعیت دارد.